# Partigiani lituani
I partigiani lituani (in lituano: Lietuvos partizanai) furono nuclei di guerriglieri della Lituania che intrapresero azioni di sabotaggio e assalto ai danni dell'Unione Sovietica nel 1944-1953. Gruppi di combattenti simili, noti anche come Fratelli della foresta e soldati maledetti, si opposero al dominio sovietico in Estonia, Lettonia, Polonia, Romania e Galizia. Si stima che sia stato ucciso un totale di 30 000 lituani tra rivoltosi attivi e simpatizzanti.
Alla fine della seconda guerra mondiale, l'Armata Rossa spostò il fronte orientale verso la Lituania, occupata entro la fine del 1944. Mentre la coscrizione forzata nell'Armata Rossa e le repressioni staliniste si intensificavano, migliaia di lituani decisero di sfruttare le foreste come scudo naturale: simili gruppi spontaneamente formatisi divennero col tempo più organizzati e centralizzati, portando nel febbraio del 1948 all'istituzione del Movimento dei Combattenti per la Libertà Lituana (Lietuvos Laisvės Kovų Sąjūdis o LLKS). Nei propri documenti, i partigiani sottolineavano che lo scopo finale era ripristinare l'indipendenza nazionale. Mentre la guerra partigiana proseguiva, divenne più chiaro che l'Occidente non avrebbe interferito nell'Europa orientale (si parla a tal proposito nella storiografia baltica di tradimento occidentale) e le possibilità di successo dei partigiani divennero ancor più risicate, considerata la forza dell'avversario. Alla fine, i partigiani presero la consapevole ed espressa decisione di non accettare nuovi membri: lo "stato maggiore" dei partigiani si sciolse nel 1953, ponendo così fine alla guerra tra i filo-indipendentisti e il governo centrale, sebbene si riportarono episodi di attacchi operati da singoli fino agli anni 1960.

## Contesto storico
La Lituania aveva riguadagnato la sua indipendenza nel 1918 dopo il crollo dell'Impero russo. Proprio mentre il clima europeo s'inaspriva verso la fine del periodo interbellico, la Germania nazista e l'Unione Sovietica firmarono il patto Molotov-Ribbentrop per spartire l'Europa orientale in sfere di influenza. Successivamente, la Lituania fu occupata militarmente dall'Unione Sovietica nel giugno 1940, evento a cui seguì poco dopo l'istituzione di politiche e repressioni sovietiche. Nel giugno del 1941, i sovietici deportarono oltre 17 000 lituani in Siberia, la maggior parte dei quali morì durante gli inverni rigidi. Quando pochi giorni più tardi la Germania attaccò la Russia, i lituani diedero luogo a una rivolta nazionale. Inizialmente, i lituani accolsero i tedeschi come liberatori dal repressivo governo sovietico e progettarono di ristabilire la sovranità della Lituania. Tuttavia, il comportamento dei tedeschi fu presto percepito in maniera differente quando si comprese che si era di fronte solo a nuovo occupante.
A differenza dell'Estonia e della Lettonia, dove i tedeschi arruolarono la popolazione locale in formazioni militari all'interno di Waffen-SS, la Lituania boicottò le chiamate di reclutamento tedesche e non costituì mai una propria divisione Waffen-SS. Nel 1944, le autorità naziste autorizzarono la costituzione di una Forza di difesa territoriale lituana (LVR in acronimo) sotto il generale Povilas Plechavičius atta a contrastare i partigiani sovietici guidati da Antanas Sniečkus (esponente principale del Partito Comunista locale e partigiani polacchi (Leśni). La LVR raggiunse presto i 19 500 uomini, ma i tedeschi si convinsero in maniera altrettanta rapida a scioglierla perché i lituani avrebbero potuto scegliere di non subordinarsi a loro, e in molti casi i lituani avevano compiuto azioni di resistenza anti-nazista. Gli alti gradi vennero arrestati il 15 maggio 1944 e il generale Plechavičius fu deportato nel campo di concentramento nazista di Salaspils in Lettonia. Tuttavia, gran parte dei componenti della LVR riuscì a sfuggire alla deportazione in Germania e formò unità di guerriglia, sparpagliandosi nelle campagne, in vista dell'avvicinamento dell'esercito sovietico.
Il 1º luglio 1944 l'esercito di liberazione lituano (Lietuvos laisvės armija, LLA) dichiarò lo stato di guerra contro l'Unione Sovietica e ordinò a tutti i suoi sottoposti in grado di mobilitarsi di formare dei plotoni, di stanza nelle foreste e di non lasciare la Lituania. I dipartimenti furono sostituiti da due settori, quello operativo, chiamato Vanagai (falchi, abbreviato in VS), e quello organizzativo (abbreviato in OS). I Vanagai, comandati da Albinas Karalius (nome in codice Varenis), furono preposti agli scontri armati mentre il settore organizzativo aveva il compito di resistere passivamente, compresa la fornitura di cibo, informazioni e trasporto ai combattenti. A metà del 1944, l'esercito di liberazione contava 10 000 unità. I sovietici ne uccisero 659 e ne arrestarono 753 prima del 26 gennaio 1945; il fondatore Kazys Veverskis fu ucciso nel dicembre 1944, il quartier generale fu liquidato nel dicembre 1945. Tale evento rappresentò il fallimento della resistenza altamente centralizzata, poiché il settore preposto all'organizzazione dipendeva eccessivamente dai militanti e non fu in grado di agire da solo. Nel 1946 i restanti leader e combattenti dell'LLA cominciarono a unirsi ai partigiani lituani, tanto che tre anni più tardi tutti i membri dello "stato maggiore" del Movimento dei Combattenti per la Libertà Lituana avevano in passato ricoperto un ruolo nell'LLA.
Il Comitato supremo per la liberazione della Lituania (Vyriausias Lietuvos išlaisvinimo komitetas, o VLIK), l'ennesima istituzione creata al fine di ottenere l'indipendenza, vide la luce il 25 novembre 1943 e, in tempi rapidi, elaborò un sistema di stampa di giornali clandestini prima che molti dei suoi esponenti fossero arrestati dalla Gestapo nel 1944. Dopo la rioccupazione della Lituania da parte dei sovietici, il VLIK si spostò in Occidente allo scopo di allertare il resto della comunità internazionale sulla difficile situazione vissuta dal Paese baltici e al fine di mantenere una rappresentanza, sia pur de iure, di un governo dello Stato lituano.
Il grosso dei partigiani era composto da ex membri della Forza di difesa territoriale lituana, dell'Unione dei fucilieri lituani e dell'esercito di liberazione lituano. Tra la popolazione civile, chi scelse di unirsi ai ribelli apparteneva al mondo contadino, aveva ricoperto un ruolo nell'amministrazione della Lituania indipendente, era studente o insegnante. Il movimento fu generalmente visto con favore da chi non vi aderisse direttamente e incoraggiato dalla Chiesa cattolica. Si stima che alla fine del 1945, 30 000 unità si nascondevano nelle foreste della Lituania.

## Organizzazione
La resistenza in Lituania fu ben strutturata e le unità di guerriglia in catena di comando risultarono effettivamente in grado di controllare intere regioni della campagna fino al 1949. I loro armamenti includevano mitragliatrici ceche Škoda, mitragliatrici pesanti Maxim russe, mortai vari e un'ampia varietà composta principalmente da mitragliatrici leggere sovietiche e tedesche. Quando non si trovavano in combattimenti a viso aperto con l'esercito sovietico o con unità speciali dell'NKVD, i partigiani eseguivano imboscate, sabotaggi, assassinavano attivisti e funzionari comunisti locali, liberavano guerriglieri incarcerati e diffondevano giornali o opuscoli stampati clandestinamente. Le rappresaglie contro fattorie e villaggi filo-sovietici furono tutt'altro che leggere: le unità dell'NKVD, i battaglioni di distruzione (conosciuti tra i lituani come Stribai, dal russo: istrebiteli - distruttori) misero in atto una dura repressione per scoraggiare la formazione di ulteriori cellule, ad esempio esponendo a scopo deterrente le spoglie dei partigiani giustiziati nei cortili dei villaggi.

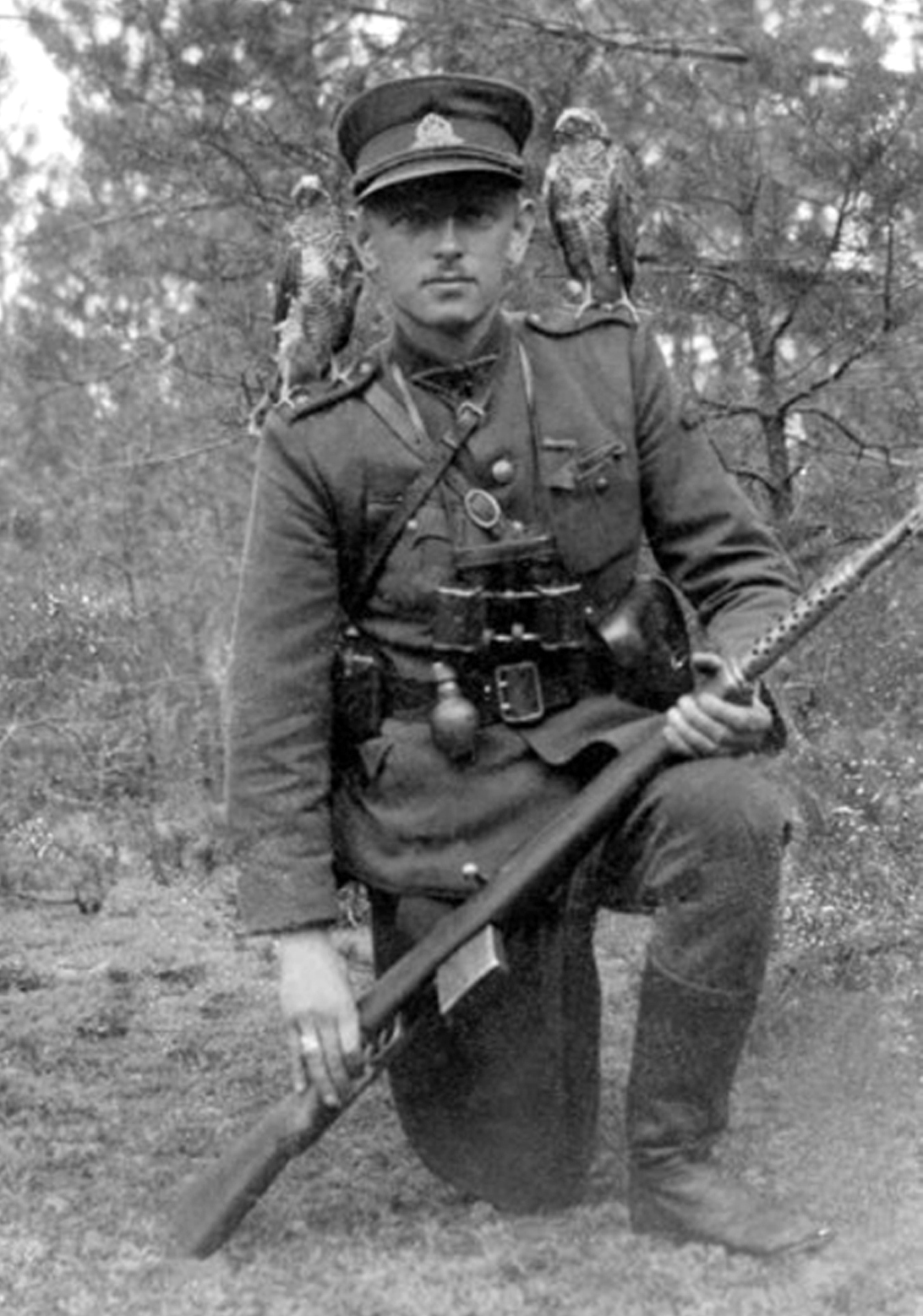
Il comandante partigiano Adolfas Ramanauskas-Vanagas nel 1947

Man mano che la lotta proseguiva e i ribelli avevano bisogno di equipaggiamenti bellici, gli arsenali iniziarono a riempirsi: tra il 1945-1951, i sovietici sequestrarono ai partigiani 31 mortai, 2 921 mitragliatrici, 6 304 fucili d'assalto, 22 962 fucili, 8 155 pistole, 15 264 granate, 2 596 mine e 3 779 133 cartucce. Le modalità con cui vennero acquisite tali forniture derivavano da furti ai depositi sovietici, da acquisti illeciti o da uccisioni di soldati dell'Armata Rossa. Ogni partigiano disponeva di un binocolo e di qualche granata, di solito da servire più che per i bersagli per far esplodere sé stessi o le loro facce. Lo scopo era quello di evitare la prigionia, poiché le torture fisiche dell'MGB/NKVD erano assai brutali e rese note ai parenti per spingerli a non ribellarsi.

## Resistenza armata
| Anno   | Partigiani | Sovietici | Filo-sovietici civili |
| ------ | ---------- | --------- | --------------------- |
| 1944   | 2 436      | 258       | 258                   |
| 1945   | 9 777      | 3 419     | 447                   |
| 1946   | 2 143      | 2 731     | 493                   |
| 1947   | 1 540      | 2 626     | 299                   |
| 1948   | 1 135      | 1 673     | 256                   |
| 1949   | 1 192      | 1 018     | 338                   |
| 1950   | 635        | 494       | 261                   |
| 1951   | 590        | 292       | 195                   |
| 1952   | 457        | 92        | 62                    |
| 1953   | 198        | 14        | 10                    |
| Totale | 20 103     | 12 921    | 2 619                 |

### Massima partecipazione: estate 1944-estate 1946
Nel primo anno della lotta partigiana, durante la seconda guerra mondiale, morirono circa 10 000 lituani, circa la metà delle vittime totali. Gli uomini evitarono l'arruolamento nell'esercito rosso e si nascosero nelle foreste, unendosi spontaneamente ai partigiani lituani. Non tutti i gruppi erano armati o destinati a combattere attivamente i sovietici, poiché spesso parte di un meccanismo abbastanza grande: i gruppi più numerosi contavano più di 100 uomini. Tra i partigiani e l'NKVD vi furono numerosi scontri a fuoco, come a Kalniškė, Paliepiai, Seda, Virtukai, Kiauneliškis, Ažagai-Eimuliškis e la battaglia nel villaggio di Panara. Poiché i sovietici non erano riusciti ancora a imporre la loro autorità, i partigiani riuscirono per un po' a controllare interi villaggi e città.
Nel luglio del 1945, dopo la fine della seconda guerra mondiale in Europa, i sovietici annunciarono una campagna di "amnistia" e "legalizzazione" per coloro che si nascondevano nelle foreste per evitare la coscrizione. Secondo i rapporti sovietici del 1955-1957, furono diverse le persone a chiederle, qualificate come "banditi nazionalisti armati" o disertori che evitavano la coscrizione.

### Seconda fase: estate 1946–1948
Nella seconda fase della guerra partigiana, i gruppi divennero più piccoli ma meglio organizzati, creandosi unità e distretti militari nel costante tentativo di dare vita a una migliore centralizzazione. Il territorio della Lituania era diviso in tre regioni e nove distretti militari (in lituano: apygarda):
- Lituania meridionale: distretti di Tauras e Dainava;
- Lituania nord-orientale o Kalnų (Montagne): distretti di Algimantas, Didžioji Kova, Vytis e Vytautas;
- Lituania occidentale o Jūros (mare): distretti di Kęstutis, Prisikėlimas e Žemaičiai.

Gli scontri faccia a faccia con i sovietici vennero rimpiazzati da attività finalizzate a coinvolgere persone in campo sociale. A tale fine, i partigiani si nascosero nei bunker e si impegnarono in diverse attività politiche e di propaganda. Nello specifico, protestarono e interruppero le elezioni al Soviet Supremo dell'Unione Sovietica nel febbraio 1946 e al Soviet supremo della RSS Lituana nel febbraio 1947, continuando nel frattempo a pubblicare vari bollettini, volantini e giornali; solo alcuni di essi sono pervenuti oltreconfine. Anche l'MGB cambiò strategia, poiché iniziò a reclutare agenti sul posto e a organizzare battaglioni di distruzione. I partigiani risposero con azioni di rappresaglia contro i collaboratori dei sovietici.

### Declino: 1949–1953

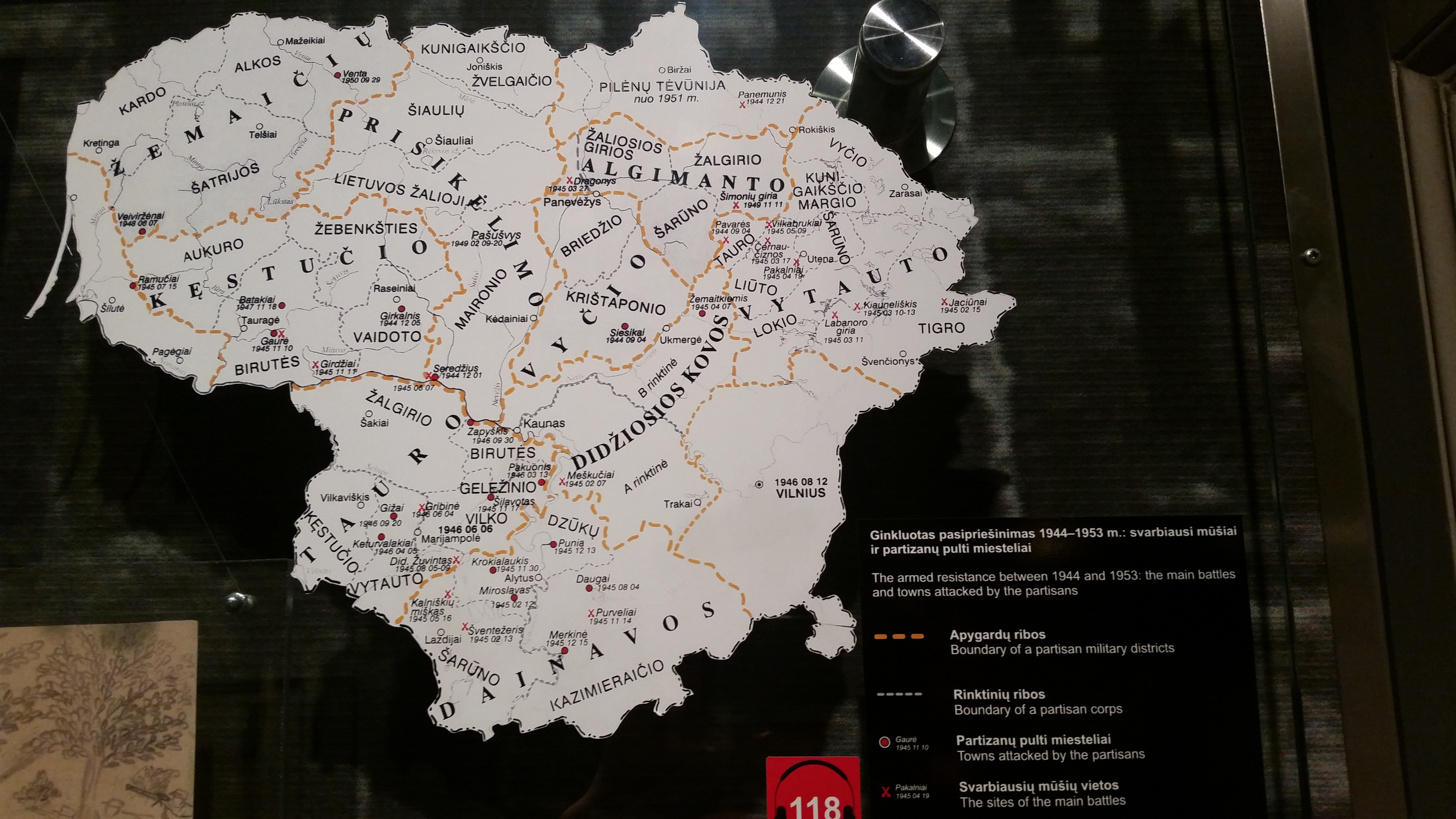
Mappa del Museo delle vittime del genocidio che indica le aree di intervento dei partigiani

Nel febbraio del 1949, gli esponenti principali dei partigiani s'incontrarono nel villaggio di Minaičiai, in Samogizia, e stabilirono un comando centralizzato, Movimento dei Combattenti per la Libertà Lituana (Lietuvos Laisvės Kovų Sąjūdis o LLKS), il cui presidente divenne il generale di brigata Jonas Žemaitis. Il 16 febbraio 1949, il 31º anniversario dell'Atto d'Indipendenza della Lituania, lo staff congiunto del Movimento dei Combattenti firmò una dichiarazione sul destino della Lituania. Il documento affermava che lo Stato lituano, una volta ripristinato, avrebbe dovuto assumere i tratti di uno Stato democratico fondato su principi democratici, che potesse inoltre garantire pari diritti a tutti i cittadini, uomini e donne. Si dichiarava altresì che il partito comunista doveva essere considerato un'organizzazione criminale. Il documento della dichiarazione è sopravvissuto ed è stato conservato dal KGB. Nel 1999, il Seimas (parlamento) lituano ha riconosciuto formalmente questa dichiarazione come una Dichiarazione di Indipendenza.
Juozas Lukša fu tra quelli che riuscirono a fuggire nei Paesi occidentali; ha raccontato le vicende personali nello scritto "Fratelli della foresta: il resoconto di un combattente per la libertà lituana anti-sovietico, 1944-1948" mentre era a Parigi e fu ucciso dopo essere tornato nella Lituania occupata nel 1951. Il momento in cui fece ritorno coincise con l'adozione di una nuova politica messa in atto dalle forze sovietiche per scontrare la maggior parte dei focolai di resistenza: le informazioni raccolte dalle spie sovietiche in Occidente e dagli infiltrati del KGB all'interno del movimento di resistenza, in combinazione con operazioni supervisionate da Mosca su larga scala nel 1952, risultarono infatti decisive per evitare ulteriori episodi di insurrezioni armate.
Adolfas Ramanauskas (nome in codice Vanagas), l'ultimo comandante ufficiale del Movimento, fu arrestato nell'ottobre 1956 e giustiziato nel novembre 1957. Gli ultimi combattenti della resistenza antisovietica lituani morti in azione risultarono Pranas Končius (nome in codice Adomas) e Kostas Liuberskis (nome in codice Žvainys). Il primo fu ucciso il 6 luglio 1965 (alcune fonti indicano che si sparò il 13 luglio per sfuggire alla cattura) e premiato con la Croce di Vytis nel 2000. Il secondo risulta deceduto il 2 ottobre 1969; il suo destino fu sconosciuto per decenni, prima che nel XXI secolo si analizzasse la sua figura a livello storiografico. Stasys Guiga (nome in codice Tarzanas) sfuggì alle autorità fino alla sua morte avvenuta nel 1986.

## Struttura
|                                 |                                 |                                 |                                 |                                 |                                 |         |         |                                           |                                           |                                           |                                           |                                           |                                           |                 |                 |                                |                                |                                |                                |                                |                                |            |            |  |  |                              |                              |                              |                              | LLKS                                         |                                              |                                              |                                              |                                              |                                              |                               |                               |                               |                               |               |               |  |  |                                  |                                  |                                  |                                  |                                  |                                  |               |               |                                |                                |                                |                                |                                                 |                                                 |                                                 |                                                 |                                                 |                                                 |                             |                             |                             |                             |              |              |                                     |                                     |                                     |                                     |                                     |                                     |  |  |  |  |  |  |  |  |  |  |  |  |  |  |  |  |  |  |  |  |  |  |  |  |  |  |  |  |  |  |  |  |  |  |  |  |  |  |  |  |  |  |  |  |
|                                 |                                 |                                 |                                 |                                 |                                 |         |         |                                           |                                           |                                           |                                           |                                           |                                           |                 |                 |                                |                                |                                |                                |                                |                                |            |            |  |  |                              |                              |                              |                              |                                              |                                              |                                              |                                              |                                              |                                              |                               |                               |                               |                               |               |               |  |  |                                  |                                  |                                  |                                  |                                  |                                  |               |               |                                |                                |                                |                                |                                                 |                                                 |                                                 |                                                 |                                                 |                                                 |                             |                             |                             |                             |              |              |                                     |                                     |                                     |                                     |                                     |                                     |  |  |  |  |  |  |  |  |  |  |  |  |  |  |  |  |  |  |  |  |  |  |  |  |  |  |  |  |  |  |  |  |  |  |  |  |  |  |  |  |  |  |  |  |
|                                 |                                 |                                 |                                 |                                 |                                 |         |         |                                           |                                           |                                           |                                           |                                           |                                           |                 |                 |                                |                                |                                |                                |                                |                                |            |            |  |  |                              |                              |                              |                              |                                              |                                              |                                              |                                              |                                              |                                              |                               |                               |                               |                               |               |               |  |  |                                  |                                  |                                  |                                  |                                  |                                  |               |               |                                |                                |                                |                                |                                                 |                                                 |                                                 |                                                 |                                                 |                                                 |                             |                             |                             |                             |              |              |                                     |                                     |                                     |                                     |                                     |                                     |  |  |  |  |  |  |  |  |  |  |  |  |  |  |  |  |  |  |  |  |  |  |  |  |  |  |  |  |  |  |  |  |  |  |  |  |  |  |  |  |  |  |  |  |
|                                 |                                 |                                 |                                 |                                 |                                 |         |         | Regione della Lituania Occidentale (Jūra) | Regione della Lituania Occidentale (Jūra) | Regione della Lituania Occidentale (Jūra) | Regione della Lituania Occidentale (Jūra) | Regione della Lituania Occidentale (Jūra) | Regione della Lituania Occidentale (Jūra) |                 |                 |                                |                                |                                |                                |                                |                                |            |            |  |  |                              |                              |                              |                              | Regione della Lituania Meridionale (Nemunas) | Regione della Lituania Meridionale (Nemunas) | Regione della Lituania Meridionale (Nemunas) | Regione della Lituania Meridionale (Nemunas) | Regione della Lituania Meridionale (Nemunas) | Regione della Lituania Meridionale (Nemunas) |                               |                               |                               |                               |               |               |  |  |                                  |                                  |                                  |                                  |                                  |                                  |               |               |                                |                                |                                |                                | Regioni della Lituania Orientale (Re Mindaugas) | Regioni della Lituania Orientale (Re Mindaugas) | Regioni della Lituania Orientale (Re Mindaugas) | Regioni della Lituania Orientale (Re Mindaugas) | Regioni della Lituania Orientale (Re Mindaugas) | Regioni della Lituania Orientale (Re Mindaugas) |                             |                             |                             |                             |              |              |                                     |                                     |                                     |                                     |                                     |                                     |  |  |  |  |  |  |  |  |  |  |  |  |  |  |  |  |  |  |  |  |  |  |  |  |  |  |  |  |  |  |  |  |  |  |  |  |  |  |  |  |  |  |  |  |
|                                 |                                 |                                 |                                 |                                 |                                 |         |         | Regione della Lituania Occidentale (Jūra) | Regione della Lituania Occidentale (Jūra) | Regione della Lituania Occidentale (Jūra) | Regione della Lituania Occidentale (Jūra) | Regione della Lituania Occidentale (Jūra) | Regione della Lituania Occidentale (Jūra) |                 |                 |                                |                                |                                |                                |                                |                                |            |            |  |  |                              |                              |                              |                              | Regione della Lituania Meridionale (Nemunas) | Regione della Lituania Meridionale (Nemunas) | Regione della Lituania Meridionale (Nemunas) | Regione della Lituania Meridionale (Nemunas) | Regione della Lituania Meridionale (Nemunas) | Regione della Lituania Meridionale (Nemunas) |                               |                               |                               |                               |               |               |  |  |                                  |                                  |                                  |                                  |                                  |                                  |               |               |                                |                                |                                |                                | Regioni della Lituania Orientale (Re Mindaugas) | Regioni della Lituania Orientale (Re Mindaugas) | Regioni della Lituania Orientale (Re Mindaugas) | Regioni della Lituania Orientale (Re Mindaugas) | Regioni della Lituania Orientale (Re Mindaugas) | Regioni della Lituania Orientale (Re Mindaugas) |                             |                             |                             |                             |              |              |                                     |                                     |                                     |                                     |                                     |                                     |  |  |  |  |  |  |  |  |  |  |  |  |  |  |  |  |  |  |  |  |  |  |  |  |  |  |  |  |  |  |  |  |  |  |  |  |  |  |  |  |  |  |  |  |
|                                 |                                 |                                 |                                 |                                 |                                 |         |         |                                           |                                           |                                           |                                           |                                           |                                           |                 |                 |                                |                                |                                |                                |                                |                                |            |            |  |  |                              |                              |                              |                              |                                              |                                              |                                              |                                              |                                              |                                              |                               |                               |                               |                               |               |               |  |  |                                  |                                  |                                  |                                  |                                  |                                  |               |               |                                |                                |                                |                                |                                                 |                                                 |                                                 |                                                 |                                                 |                                                 |                             |                             |                             |                             |              |              |                                     |                                     |                                     |                                     |                                     |                                     |  |  |  |  |  |  |  |  |  |  |  |  |  |  |  |  |  |  |  |  |  |  |  |  |  |  |  |  |  |  |  |  |  |  |  |  |  |  |  |  |  |  |  |  |
| Distretto militare di Žemaičiai | Distretto militare di Žemaičiai | Distretto militare di Žemaičiai | Distretto militare di Žemaičiai | Distretto militare di Žemaičiai | Distretto militare di Žemaičiai |         |         | Distretto militare di Prisikėlimas        | Distretto militare di Prisikėlimas        | Distretto militare di Prisikėlimas        | Distretto militare di Prisikėlimas        | Distretto militare di Prisikėlimas        | Distretto militare di Prisikėlimas        |                 |                 | Distretto militare di Kęstutis | Distretto militare di Kęstutis | Distretto militare di Kęstutis | Distretto militare di Kęstutis | Distretto militare di Kęstutis | Distretto militare di Kęstutis |            |            |  |  | Distretto militare di Tauras | Distretto militare di Tauras | Distretto militare di Tauras | Distretto militare di Tauras | Distretto militare di Tauras                 | Distretto militare di Tauras                 |                                              |                                              | Distretto militare di Dainava                | Distretto militare di Dainava                | Distretto militare di Dainava | Distretto militare di Dainava | Distretto militare di Dainava | Distretto militare di Dainava |               |               |  |  | Distretto militare di Algimantas | Distretto militare di Algimantas | Distretto militare di Algimantas | Distretto militare di Algimantas | Distretto militare di Algimantas | Distretto militare di Algimantas |               |               | Distretto militare di Vytautas | Distretto militare di Vytautas | Distretto militare di Vytautas | Distretto militare di Vytautas | Distretto militare di Vytautas                  | Distretto militare di Vytautas                  |                                                 |                                                 | Distretto militare di Vytis                     | Distretto militare di Vytis                     | Distretto militare di Vytis | Distretto militare di Vytis | Distretto militare di Vytis | Distretto militare di Vytis |              |              | Distretto militare di Didžioji Kova | Distretto militare di Didžioji Kova | Distretto militare di Didžioji Kova | Distretto militare di Didžioji Kova | Distretto militare di Didžioji Kova | Distretto militare di Didžioji Kova |  |  |  |  |  |  |  |  |  |  |  |  |  |  |  |  |  |  |  |  |  |  |  |  |  |  |  |  |  |  |  |  |  |  |  |  |  |  |  |  |  |  |  |  |
| Distretto militare di Žemaičiai | Distretto militare di Žemaičiai | Distretto militare di Žemaičiai | Distretto militare di Žemaičiai | Distretto militare di Žemaičiai | Distretto militare di Žemaičiai |         |         | Distretto militare di Prisikėlimas        | Distretto militare di Prisikėlimas        | Distretto militare di Prisikėlimas        | Distretto militare di Prisikėlimas        | Distretto militare di Prisikėlimas        | Distretto militare di Prisikėlimas        |                 |                 | Distretto militare di Kęstutis | Distretto militare di Kęstutis | Distretto militare di Kęstutis | Distretto militare di Kęstutis | Distretto militare di Kęstutis | Distretto militare di Kęstutis |            |            |  |  | Distretto militare di Tauras | Distretto militare di Tauras | Distretto militare di Tauras | Distretto militare di Tauras | Distretto militare di Tauras                 | Distretto militare di Tauras                 |                                              |                                              | Distretto militare di Dainava                | Distretto militare di Dainava                | Distretto militare di Dainava | Distretto militare di Dainava | Distretto militare di Dainava | Distretto militare di Dainava |               |               |  |  | Distretto militare di Algimantas | Distretto militare di Algimantas | Distretto militare di Algimantas | Distretto militare di Algimantas | Distretto militare di Algimantas | Distretto militare di Algimantas |               |               | Distretto militare di Vytautas | Distretto militare di Vytautas | Distretto militare di Vytautas | Distretto militare di Vytautas | Distretto militare di Vytautas                  | Distretto militare di Vytautas                  |                                                 |                                                 | Distretto militare di Vytis                     | Distretto militare di Vytis                     | Distretto militare di Vytis | Distretto militare di Vytis | Distretto militare di Vytis | Distretto militare di Vytis |              |              | Distretto militare di Didžioji Kova | Distretto militare di Didžioji Kova | Distretto militare di Didžioji Kova | Distretto militare di Didžioji Kova | Distretto militare di Didžioji Kova | Distretto militare di Didžioji Kova |  |  |  |  |  |  |  |  |  |  |  |  |  |  |  |  |  |  |  |  |  |  |  |  |  |  |  |  |  |  |  |  |  |  |  |  |  |  |  |  |  |  |  |  |
|                                 |                                 |                                 |                                 |                                 |                                 |         |         |                                           |                                           |                                           |                                           |                                           |                                           |                 |                 |                                |                                |                                |                                |                                |                                |            |            |  |  |                              |                              |                              |                              |                                              |                                              |                                              |                                              |                                              |                                              |                               |                               |                               |                               |               |               |  |  |                                  |                                  |                                  |                                  |                                  |                                  |               |               |                                |                                |                                |                                |                                                 |                                                 |                                                 |                                                 |                                                 |                                                 |                             |                             |                             |                             |              |              |                                     |                                     |                                     |                                     |                                     |                                     |  |  |  |  |  |  |  |  |  |  |  |  |  |  |  |  |  |  |  |  |  |  |  |  |  |  |  |  |  |  |  |  |  |  |  |  |  |  |  |  |  |  |  |  |
|                                 |                                 | Alka                            | Alka                            | Alka                            | Alka                            | Alka    | Alka    |                                           |                                           | Maironis                                  | Maironis                                  | Maironis                                  | Maironis                                  | Maironis        | Maironis        |                                |                                | Vaidotas                       | Vaidotas                       | Vaidotas                       | Vaidotas                       | Vaidotas   | Vaidotas   |  |  |                              |                              | Vytautas                     | Vytautas                     | Vytautas                                     | Vytautas                                     | Vytautas                                     | Vytautas                                     |                                              |                                              | Dzūkai                        | Dzūkai                        | Dzūkai                        | Dzūkai                        | Dzūkai        | Dzūkai        |  |  |                                  |                                  | Žalioji                          | Žalioji                          | Žalioji                          | Žalioji                          | Žalioji       | Žalioji       |                                |                                | Tigras                         | Tigras                         | Tigras                                          | Tigras                                          | Tigras                                          | Tigras                                          |                                                 |                                                 | Krikštaponis                | Krikštaponis                | Krikštaponis                | Krikštaponis                | Krikštaponis | Krikštaponis |                                     |                                     |                                     |                                     |                                     |                                     |  |  |  |  |  |  |  |  |  |  |  |  |  |  |  |  |  |  |  |  |  |  |  |  |  |  |  |  |  |  |  |  |  |  |  |  |  |  |  |  |  |  |  |  |
|                                 |                                 | Alka                            | Alka                            | Alka                            | Alka                            | Alka    | Alka    |                                           |                                           | Maironis                                  | Maironis                                  | Maironis                                  | Maironis                                  | Maironis        | Maironis        |                                |                                | Vaidotas                       | Vaidotas                       | Vaidotas                       | Vaidotas                       | Vaidotas   | Vaidotas   |  |  |                              |                              | Vytautas                     | Vytautas                     | Vytautas                                     | Vytautas                                     | Vytautas                                     | Vytautas                                     |                                              |                                              | Dzūkai                        | Dzūkai                        | Dzūkai                        | Dzūkai                        | Dzūkai        | Dzūkai        |  |  |                                  |                                  | Žalioji                          | Žalioji                          | Žalioji                          | Žalioji                          | Žalioji       | Žalioji       |                                |                                | Tigras                         | Tigras                         | Tigras                                          | Tigras                                          | Tigras                                          | Tigras                                          |                                                 |                                                 | Krikštaponis                | Krikštaponis                | Krikštaponis                | Krikštaponis                | Krikštaponis | Krikštaponis |                                     |                                     |                                     |                                     |                                     |                                     |  |  |  |  |  |  |  |  |  |  |  |  |  |  |  |  |  |  |  |  |  |  |  |  |  |  |  |  |  |  |  |  |  |  |  |  |  |  |  |  |  |  |  |  |
|                                 |                                 |                                 |                                 |                                 |                                 |         |         |                                           |                                           |                                           |                                           |                                           |                                           |                 |                 |                                |                                |                                |                                |                                |                                |            |            |  |  |                              |                              |                              |                              |                                              |                                              |                                              |                                              |                                              |                                              |                               |                               |                               |                               |               |               |  |  |                                  |                                  |                                  |                                  |                                  |                                  |               |               |                                |                                |                                |                                |                                                 |                                                 |                                                 |                                                 |                                                 |                                                 |                             |                             |                             |                             |              |              |                                     |                                     |                                     |                                     |                                     |                                     |  |  |  |  |  |  |  |  |  |  |  |  |  |  |  |  |  |  |  |  |  |  |  |  |  |  |  |  |  |  |  |  |  |  |  |  |  |  |  |  |  |  |  |  |
|                                 |                                 | Šatrija                         | Šatrija                         | Šatrija                         | Šatrija                         | Šatrija | Šatrija |                                           |                                           | Duke Žvelgaitis                           | Duke Žvelgaitis                           | Duke Žvelgaitis                           | Duke Žvelgaitis                           | Duke Žvelgaitis | Duke Žvelgaitis |                                |                                | Birutė                         | Birutė                         | Birutė                         | Birutė                         | Birutė     | Birutė     |  |  |                              |                              | Žalgiris                     | Žalgiris                     | Žalgiris                                     | Žalgiris                                     | Žalgiris                                     | Žalgiris                                     |                                              |                                              | Šarūnas                       | Šarūnas                       | Šarūnas                       | Šarūnas                       | Šarūnas       | Šarūnas       |  |  |                                  |                                  | Šarūnas                          | Šarūnas                          | Šarūnas                          | Šarūnas                          | Šarūnas       | Šarūnas       |                                |                                | Liūtas                         | Liūtas                         | Liūtas                                          | Liūtas                                          | Liūtas                                          | Liūtas                                          |                                                 |                                                 | Briedis                     | Briedis                     | Briedis                     | Briedis                     | Briedis      | Briedis      |                                     |                                     |                                     |                                     |                                     |                                     |  |  |  |  |  |  |  |  |  |  |  |  |  |  |  |  |  |  |  |  |  |  |  |  |  |  |  |  |  |  |  |  |  |  |  |  |  |  |  |  |  |  |  |  |
|                                 |                                 | Šatrija                         | Šatrija                         | Šatrija                         | Šatrija                         | Šatrija | Šatrija |                                           |                                           | Duke Žvelgaitis                           | Duke Žvelgaitis                           | Duke Žvelgaitis                           | Duke Žvelgaitis                           | Duke Žvelgaitis | Duke Žvelgaitis |                                |                                | Birutė                         | Birutė                         | Birutė                         | Birutė                         | Birutė     | Birutė     |  |  |                              |                              | Žalgiris                     | Žalgiris                     | Žalgiris                                     | Žalgiris                                     | Žalgiris                                     | Žalgiris                                     |                                              |                                              | Šarūnas                       | Šarūnas                       | Šarūnas                       | Šarūnas                       | Šarūnas       | Šarūnas       |  |  |                                  |                                  | Šarūnas                          | Šarūnas                          | Šarūnas                          | Šarūnas                          | Šarūnas       | Šarūnas       |                                |                                | Liūtas                         | Liūtas                         | Liūtas                                          | Liūtas                                          | Liūtas                                          | Liūtas                                          |                                                 |                                                 | Briedis                     | Briedis                     | Briedis                     | Briedis                     | Briedis      | Briedis      |                                     |                                     |                                     |                                     |                                     |                                     |  |  |  |  |  |  |  |  |  |  |  |  |  |  |  |  |  |  |  |  |  |  |  |  |  |  |  |  |  |  |  |  |  |  |  |  |  |  |  |  |  |  |  |  |
|                                 |                                 |                                 |                                 |                                 |                                 |         |         |                                           |                                           |                                           |                                           |                                           |                                           |                 |                 |                                |                                |                                |                                |                                |                                |            |            |  |  |                              |                              |                              |                              |                                              |                                              |                                              |                                              |                                              |                                              |                               |                               |                               |                               |               |               |  |  |                                  |                                  |                                  |                                  |                                  |                                  |               |               |                                |                                |                                |                                |                                                 |                                                 |                                                 |                                                 |                                                 |                                                 |                             |                             |                             |                             |              |              |                                     |                                     |                                     |                                     |                                     |                                     |  |  |  |  |  |  |  |  |  |  |  |  |  |  |  |  |  |  |  |  |  |  |  |  |  |  |  |  |  |  |  |  |  |  |  |  |  |  |  |  |  |  |  |  |
|                                 |                                 | Kardas                          | Kardas                          | Kardas                          | Kardas                          | Kardas  | Kardas  |                                           |                                           | Juozapavičius                             | Juozapavičius                             | Juozapavičius                             | Juozapavičius                             | Juozapavičius   | Juozapavičius   |                                |                                | Butageidis                     | Butageidis                     | Butageidis                     | Butageidis                     | Butageidis | Butageidis |  |  |                              |                              | Geležinis vilkas             | Geležinis vilkas             | Geležinis vilkas                             | Geležinis vilkas                             | Geležinis vilkas                             | Geležinis vilkas                             |                                              |                                              | Kazimieraitis                 | Kazimieraitis                 | Kazimieraitis                 | Kazimieraitis                 | Kazimieraitis | Kazimieraitis |  |  |                                  |                                  | Duca Margiris                    | Duca Margiris                    | Duca Margiris                    | Duca Margiris                    | Duca Margiris | Duca Margiris |                                |                                | Lokys                          | Lokys                          | Lokys                                           | Lokys                                           | Lokys                                           | Lokys                                           |                                                 |                                                 |                             |                             |                             |                             |              |              |                                     |                                     |                                     |                                     |                                     |                                     |  |  |  |  |  |  |  |  |  |  |  |  |  |  |  |  |  |  |  |  |  |  |  |  |  |  |  |  |  |  |  |  |  |  |  |  |  |  |  |  |  |  |  |  |
|                                 |                                 | Kardas                          | Kardas                          | Kardas                          | Kardas                          | Kardas  | Kardas  |                                           |                                           |                                           | Juozapavičius                             | Juozapavičius                             | Juozapavičius                             | Juozapavičius   | Juozapavičius   |                                |                                | Butageidis                     | Butageidis                     | Butageidis                     | Butageidis                     | Butageidis | Butageidis |  |  |                              |                              | Geležinis vilkas             | Geležinis vilkas             | Geležinis vilkas                             | Geležinis vilkas                             | Geležinis vilkas                             | Geležinis vilkas                             |                                              |                                              | Kazimieraitis                 | Kazimieraitis                 | Kazimieraitis                 | Kazimieraitis                 | Kazimieraitis | Kazimieraitis |  |  |                                  |                                  | Duca Margiris                    | Duca Margiris                    | Duca Margiris                    | Duca Margiris                    | Duca Margiris | Duca Margiris |                                |                                | Lokys                          | Lokys                          | Lokys                                           | Lokys                                           | Lokys                                           | Lokys                                           |                                                 |                                                 |                             |                             |                             |                             |              |              |                                     |                                     |                                     |                                     |                                     |                                     |  |  |  |  |  |  |  |  |  |  |  |  |  |  |  |  |  |  |  |  |  |  |  |  |  |  |  |  |  |  |  |  |  |  |  |  |  |  |  |  |  |  |  |  |
|                                 |                                 |                                 |                                 |                                 |                                 |         |         |                                           |                                           |                                           |                                           |                                           |                                           |                 |                 |                                |                                |                                |                                |                                |                                |            |            |  |  |                              |                              |                              |                              |                                              |                                              |                                              |                                              |                                              |                                              |                               |                               |                               |                               |               |               |  |  |                                  |                                  |                                  |                                  |                                  |                                  |               |               |                                |                                |                                |                                |                                                 |                                                 |                                                 |                                                 |                                                 |                                                 |                             |                             |                             |                             |              |              |                                     |                                     |                                     |                                     |                                     |                                     |  |  |  |  |  |  |  |  |  |  |  |  |  |  |  |  |  |  |  |  |  |  |  |  |  |  |  |  |  |  |  |  |  |  |  |  |  |  |  |  |  |  |  |  |
|                                 |                                 |                                 |                                 |                                 |                                 |         |         |                                           |                                           | Lietuvos žalioji                          |                                           |                                           |                                           |                 |                 |                                |                                |                                |                                |                                |                                |            |            |  |  |                              |                              |                              |                              |                                              |                                              |                                              |                                              |                                              |                                              |                               |                               |                               |                               |               |               |  |  |                                  |                                  |                                  |                                  |                                  |                                  |               |               |                                |                                |                                |                                |                                                 |                                                 |                                                 |                                                 |                                                 |                                                 |                             |                             |                             |                             |              |              |                                     |                                     |                                     |                                     |                                     |                                     |  |  |  |  |  |  |  |  |  |  |  |  |  |  |  |  |  |  |  |  |  |  |  |  |  |  |  |  |  |  |  |  |  |  |  |  |  |  |  |  |  |  |  |  |
|                                 |                                 |                                 |                                 |                                 |                                 |         |         |                                           |                                           |                                           |                                           |                                           |                                           |                 |                 |                                |                                |                                |                                |                                |                                |            |            |  |  |                              |                              |                              |                              |                                              |                                              |                                              |                                              |                                              |                                              |                               |                               |                               |                               |               |               |  |  |                                  |                                  |                                  |                                  |                                  |                                  |               |               |                                |                                |                                |                                |                                                 |                                                 |                                                 |                                                 |                                                 |                                                 |                             |                             |                             |                             |              |              |                                     |                                     |                                     |                                     |                                     |                                     |  |  |  |  |  |  |  |  |  |  |  |  |  |  |  |  |  |  |  |  |  |  |  |  |  |  |  |  |  |  |  |  |  |  |  |  |  |  |  |  |  |  |  |  |

## Conseguenze, memoriali e commemorazioni

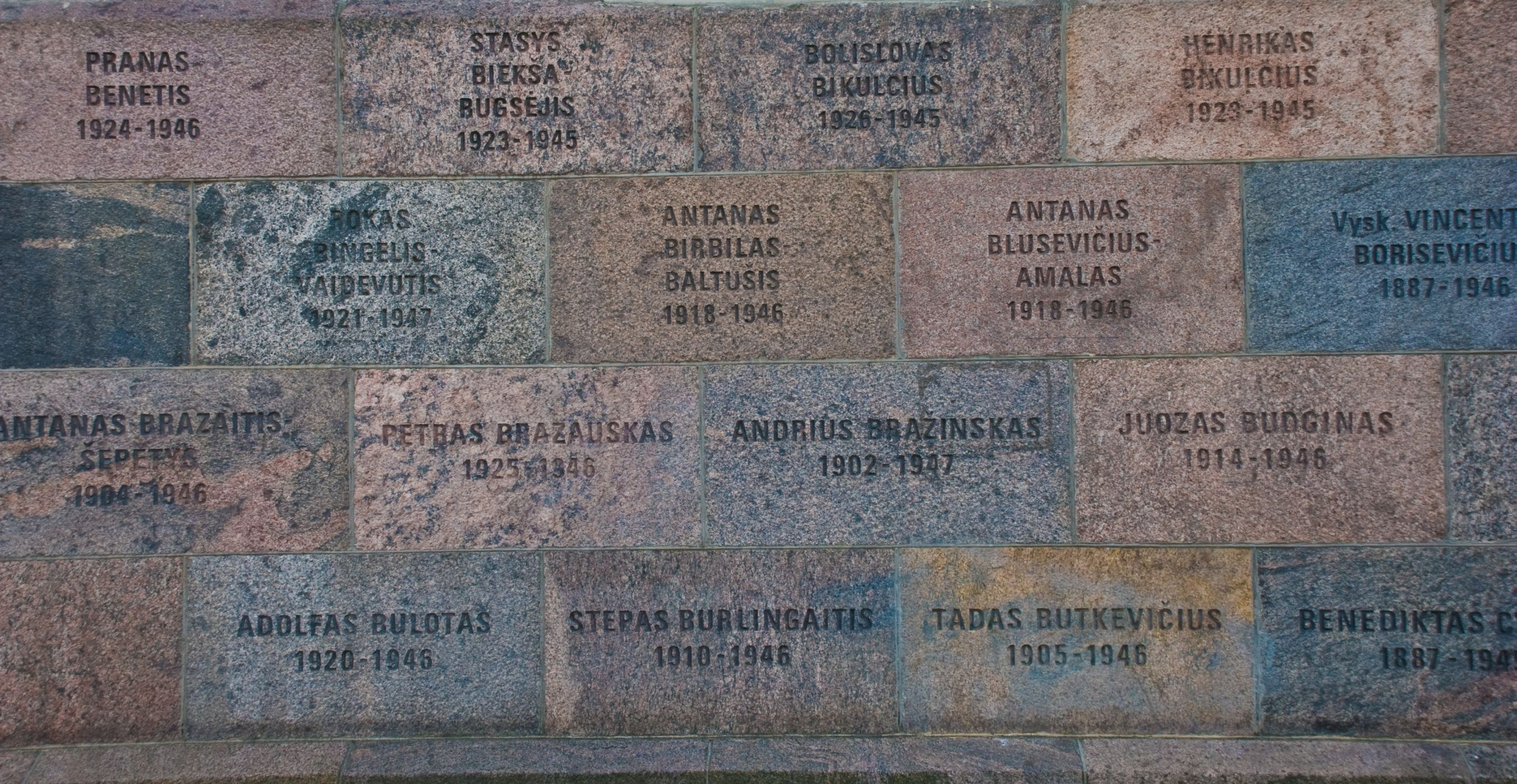
Muro dell'ex quartier generale del KGB a Vilnius con i nomi delle persone torturate e uccise nel suo seminterrato (ora Museo delle vittime del genocidio)

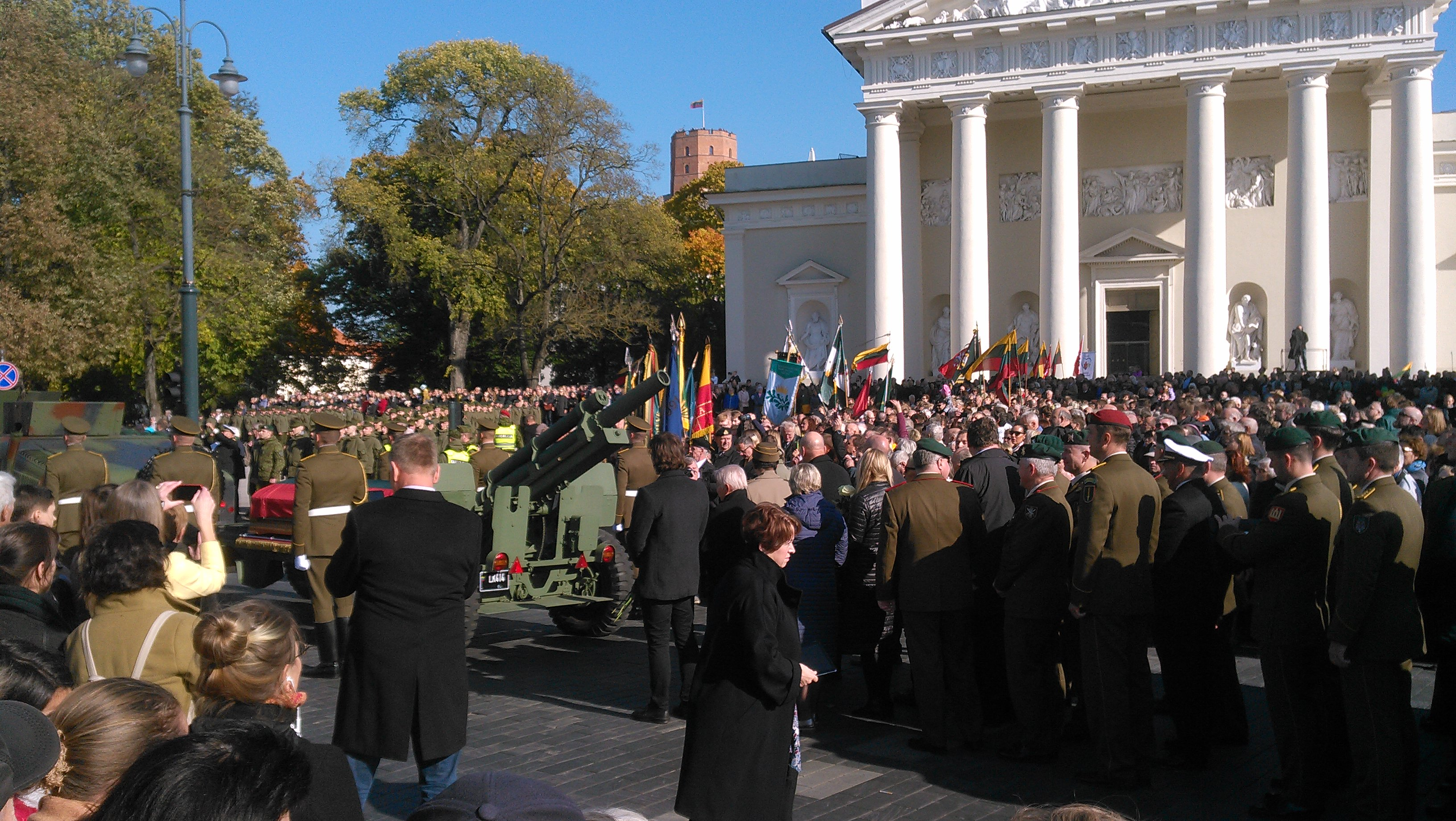
Funerali di Stato del comandante partigiano lituano Adolfas Ramanauskas-Vanagas (1918-1957), 2018

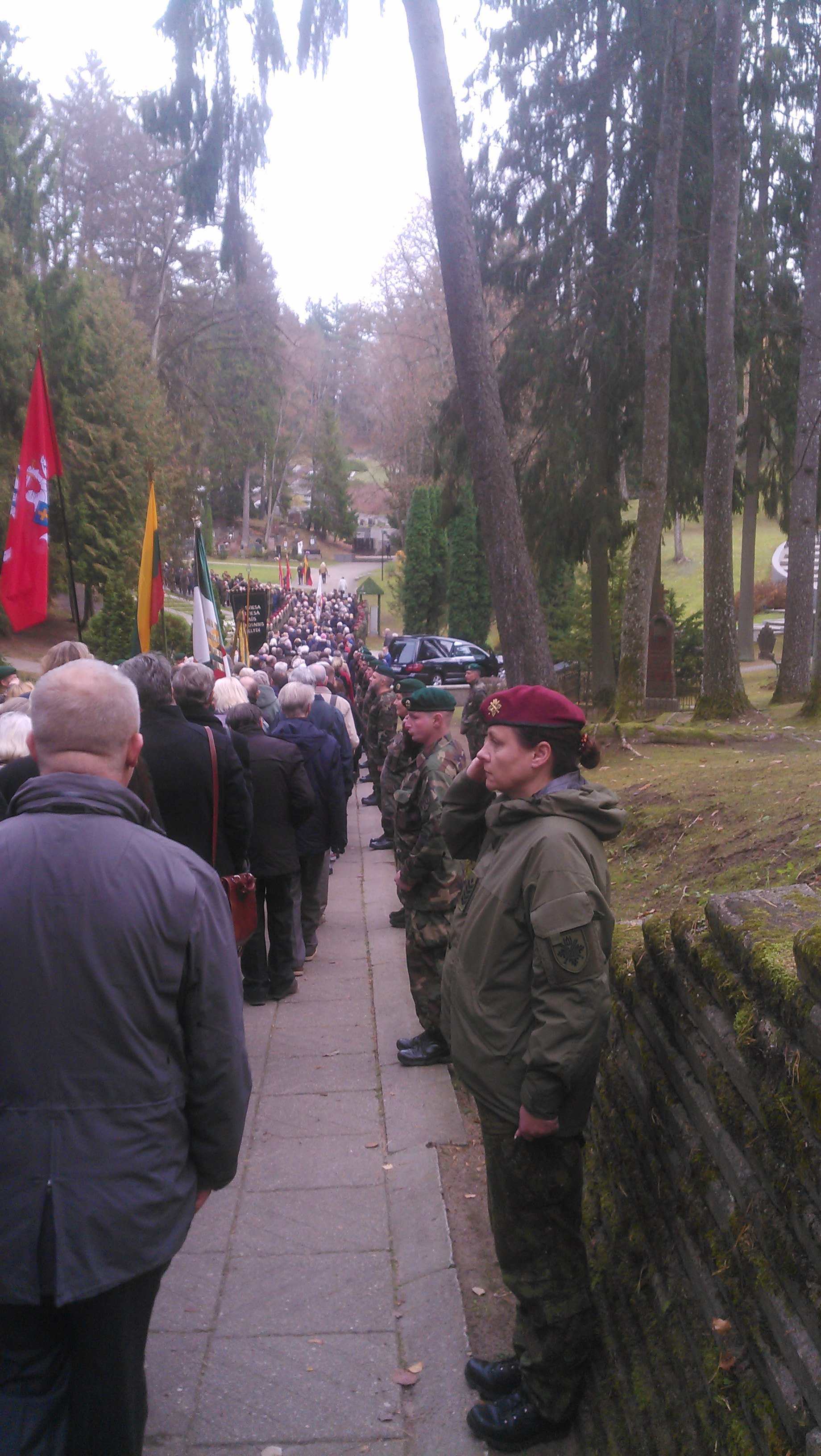
Funerali di Stato dell'ultimo partigiano antisovietico lituano A. Kraujelis-Siaubūnas (1928-1965), 2019

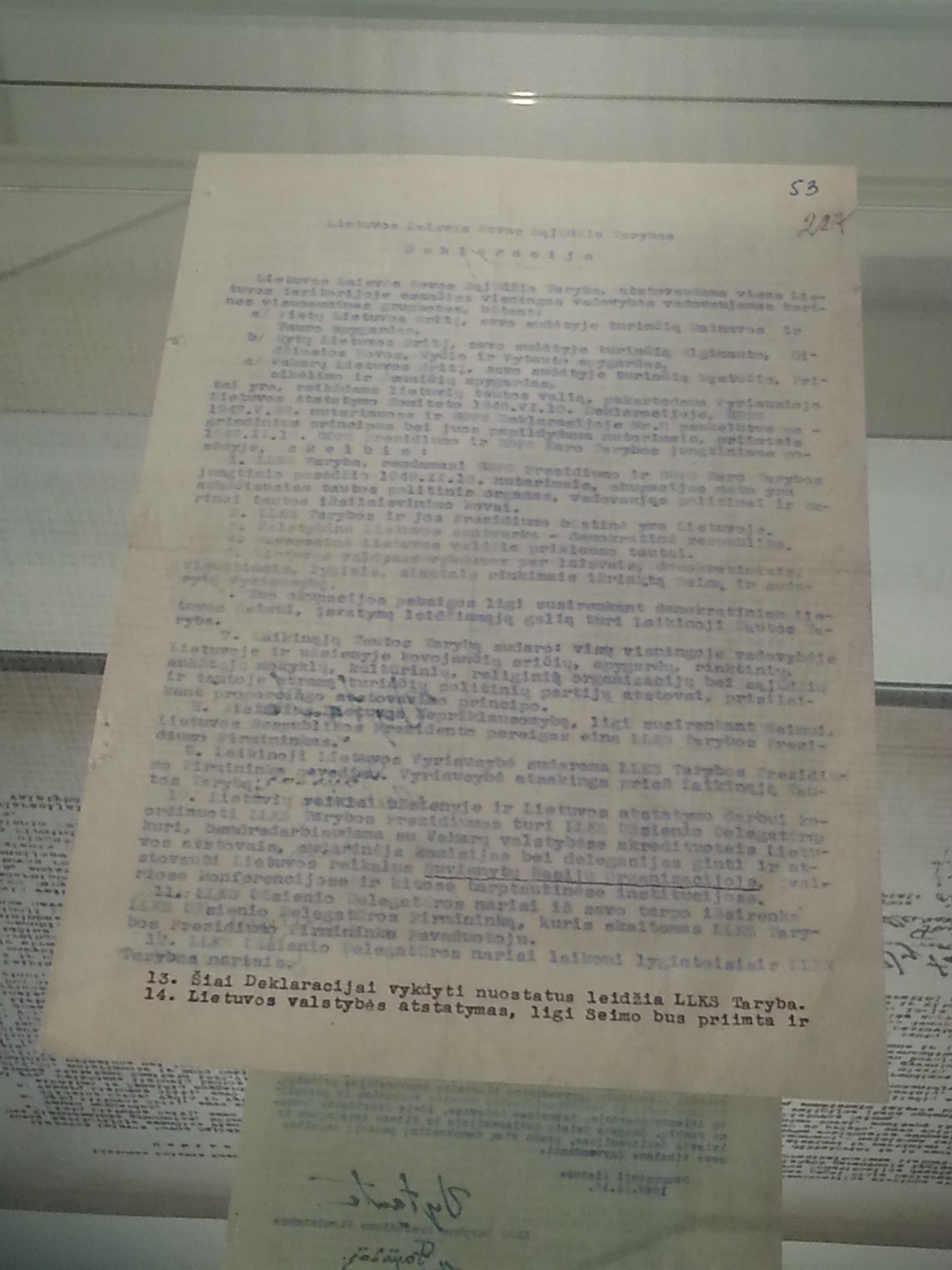
Dichiarazione dei partigiani lituani del 16 febbraio 1949, esposta nel 2019

Molti partigiani nazionalisti continuarono a sperare che le ostilità della guerra fredda tra il blocco occidentale, che non aveva mai riconosciuto come legittima l'annessione sovietica ai sensi della dottrina Stimson, e il blocco orientale potessero degenerare in un conflitto armato, mai avvenuto, portando al ripristino dell'indipendenza in Lituania.
Dato che il conflitto risultò relativamente privo di documenti da parte dell'Unione Sovietica (i combattenti lituani non vennero mai ufficialmente riconosciuti e indicato come "banditi e fuorilegge"), alcuni considerano la lotta sovietico-lituana nel suo insieme come una guerra sconosciuta o dimenticata. Le indagini storiografiche sulla resistenza furono vietate durante in epoca sovietica e gli scritti sull'argomento da parte degli emigranti lituani vennero spesso bollati dalla propaganda sovietica come esempi di "simpatia etnica" e censurati.
Oggi, in Lituania, i veterani del Movimento per la libertà percepiscono una pensione statale e la terza domenica di maggio si svolgono commemorazioni volte a celebrare la festa dei partigiani.
Žaliukas ("uomo verde") è la mostrina di qualificazione ispirata ai partigiani lituani e assegnata nelle forze speciali lituane a chi si distingue per atti di valore.

### Giudizio dei tribunali lituani e della Corte EDU
I tribunali lituani e la Corte europea dei diritti dell'uomo considerano la repressione sovietica dei partigiani lituani alla stregua di un genocidio.

### I partigiani lituani nella cultura di massa
Il film del 1966 Nessuno voleva morire (titolo in lingua originale: Niekas nenorėjo mirti) del regista sovietico-lituano Vytautas Žalakevičius mostra la tragedia del conflitto in cui "un uomo si spinge contro suo fratello". Nonostante sia stato girato da una prospettiva e seguendo i canoni sovietici, il film fornisce alcuni suggerimenti che alludono alla possibilità di punti di vista alternativi. Il film ha conferito successo a Žalakevičius e un certo numero di giovani attori lituani protagonisti della pellicola.
Il film del 2004 Completamente Solo (in lituano: Vienui Vieni) ritrae le esperienze vissute dal leader partigiano lituano Juozas Lukša che viaggiò due volte in Europa occidentale nel tentativo di ottenere supporto alla sua causa.
Il film documentario del 2005 Stirna racconta la storia di Izabelė Vilimaitė (nomi in codice Stirna e Sparnuota), una donna di origine americana che si trasferì in Lituania con la sua famiglia nel 1932. Studentessa di medicina e farmacista, consegnò medicinali sottobanco e altre forniture simili ai partigiani, infiltrandosi più tardi nel Komsomol (gioventù comunista) locale, per poi essere scoperta, catturata e fuggita due volte. Dopo aver raggiunto i rifugi dei partigiani, fu sospettata di essere stata corrotta dal KGB come informatrice e fu quasi giustiziata. Quando più tardi il KGB scoprì il bunker in cui si nascondeva assieme agli altri rivoltosi, fu catturata per la terza volta, interrogata e infine uccisa.
Nel 2008, è stato rilasciato un documentario americano, Terrore Rosso sulle Coste Ambrate, che narra della resistenza lituana all'occupazione sovietica dalla firma del patto Molotov-Ribbentrop nel 1939 alla dissoluzione dell'Unione Sovietica nel 1991.
Nel 2014, è stato pubblicato negli USA un documentario incentrato sulla figura di Juozas Lukša intitolato Il Fronte Invisibile.